# Olenecamptus taiwanus
Olenecamptus taiwanus är en skalbaggsart som beskrevs av Dillon 1948. Olenecamptus taiwanus ingår i släktet Olenecamptus och familjen långhorningar.
Artens utbredningsområde är Taiwan. Inga underarter finns listade i Catalogue of Life.